# 9471 Ostend
A 9471 Ostend (ideiglenes jelöléssel 1998 OU13) a Naprendszer kisbolygóövében található aszteroida. Eric Walter Elst fedezte fel 1998. július 26-án.